# 未来世紀の兵器
未来世紀の兵器（みらいせいきのへいき）では、テレビアニメ『機動武闘伝Gガンダム』をはじめとする未来世紀を舞台とする作品に登場する架空の兵器を列挙する。モビルファイターについてはモビルファイターを、デビルガンダム関連についてはデビルガンダムをそれぞれ参照。

## 機動兵器
ガンダムファイトが制定されて以降の未来世紀の世界では、モビルファイター（MF）が兵器の頂点となっているが、モビルスーツ（MS）やモビルアーマー（MA）の配備は継続されており、総合的性能ではMFに劣るものの、汎用性、攻防力、立体的移動能力などは旧来の兵器を上回っている。そのうちMSは、民間用重機としても用いられている。

### カッシング
薬物の濫用で身も心もぼろぼろになったネオイングランドのGFジェントル・チャップマンを、当人に無断でサポートするための無人モビルスーツ群（劇中では「無人モビルスーツ」と呼ばれていた）。チャップマンの妻マノンが邸宅地下の制御システムで遠隔操作する。ビームライフル以外に武装は無く、一見ガンダムタイプ風の外見をしているが、頭部センサーはモノアイになっている。マノンが操作する噴霧装置によって作られた人工霧の中で集団で行動し、ドモン・カッシュのシャイニングガンダムを闇討ちにしたが、簡単に撃破された。

### ゴダール
ネオフランス所属のコロニー警備用MS。機体色は赤・青・白のトリコロールで、ビームライフルを装備し、射撃戦を得意とするほか、肩部や脚部にスラスターを有することから宇宙での機動性に優れ、重力下でも充分に活動できる。
高機動タイプであることは明白だが、宇宙刑務所を脱獄したジャン＝ピエール・ミラボーの身柄確保の際には、ミラボーが奪取して運用するミラージュガンダムに3機編隊で連携攻撃しながらも、全機撃破されるというもろさを露呈した。

### コンシー
ネオホンコンのチンピラ3人組が使用した、小型の作業用MS。それぞれ「コンシー乾」、「コンシー巽」、 「コンシー坤」の機体名を有している。3機で標的の周囲を高速回転することで謎の電磁竜巻を発生させる連携技「ジェット・スクリーム・クラッシュ」を繰り出すが、やはりMFには性能面で全く及ばず、相手になったドモンのゴッドガンダムが出した爪先につまづいてバランスを崩して3機揃って海に落下した。

### ノブッシ
ネオジャパン軍所属の地上用量産型MS。外観はジムに似ている。支援向けのブッシより汎用性が高く、MFと違って体術で相手を倒すことを目的に作られていないため、取り回し性に優れる武装と小隊単位の集団戦術を根幹とする。
ネオシンジュクシティー旧都庁エリアで、デスアーミーの大群が侵攻して来た際に防衛目的で大量に投入された本機を自警団が使用した。正規軍人以外の者も多数運用しながら、東方不敗マスター・アジアとドモンの指揮下でデスアーミーの大群と互角に戦い、圧倒的な戦力差は埋められにくく多数が大破したものの、集団戦で相手を撃退した。

### バトラーベンスンマム
ネオフランスのガンダムファイター、ジョルジュ・ド・サンドに仕える執事、レイモンド・ビショップが操作する教習用MS。ネオフランスの勢力範囲である地上の旧フランス領地において使用されている。燕尾服姿を模した執事風の機体デザインやヒゲと蝶ネクタイ、無骨で剥き出しの関節部分、3本指のマニピュレーターなどおよそ汎用機とは思えない部品がある。相当の旧式だがその運動性は高く、ハンドルと数本のレバー操作にもかかわらず飛んでいるミサイルをつかみ取ることもできるなど、レイモンドの年季の入った巧みな操縦でガンダムローズに匹敵する機動力を発揮したこともあり、宇宙空間での行動も可能な模様。
ガンダムローズのフェンシングの修行相手を務めたほか、ミラージュガンダムとの戦闘では一度大破している。その後、終盤に再び登場し、ミカムラ博士によりネオジャパン・コロニーの外に放たれたライゾウ・カッシュ博士が眠る冷凍カプセルの回収に使われている。
その他、アニメ『ガンダムビルドファイターズ』第5話にて、サタンガンダムとガンプラバトルを行っている。ここではカッシングのビームライフルと思しき火器を使用している。尚、本機は形式番号を見るに、ゴダールのようなネオフランス製MSではなく、元々は（カッシングと同様に）ネオイングランド製のようである。

### ファントマ
ネオジャパン・コロニー軍所属の大型モビルアーマー。紫色の紡錘形のボディに2本の脚部を備えたシルエットが特徴で、マニピュレーターを装備しておらず、ボディ内部に隠し腕を搭載している。未来世紀には珍しいMAであるが、ビグザニウム合金スーパーセラミック複合材の装甲であることから、かなりの巨体ながらも軽快な機動性を発揮し、射撃戦を重視した武装で複数のMSを相手取ることができるなど、軍用に相応しい作りになっている。設定では簡易的なモビルトレースシステムを搭載しているとあるが、劇中特にその描写は無く、具体的な使用法は不明。
本編開始の1年前であるF.C.59に、アルティメットガンダムがネオジャパン・コロニーから脱出した際に、ウルベが追跡・確保のために搭乗・運用したが、デビルガンダム（アルティメットガンダム）の攻撃によって撃墜されている。また、本編序盤のF.C.60の第13回ガンダムファイト開幕後のサバイバルイレブン初期の頃には、ネオジャパン・コロニーに強制送還されたドモンが受けた過酷な深層心理テストの最終段階の際に仮想現実の中でデビルガンダムに偽装して現れ、ドモンが駆るシャイニングガンダムに攻撃を仕掛けたが、初めてスーパーモードを発動したシャイニングガンダムに撃破された。

### ブッシ
ネオジャパン・コロニー所属の射撃戦用量産型主力MS。外観はザクに似ている。強度に劣るが安価で加工性が高いザクリウム合金スーパーセラミック複合材性の装甲材質であるため生産性に優れ、腰部にエネルギーチューブで連結する高火力の超砲身ビームキャノン、ブッシ・ランチャーを標準武装する。白兵戦用装備は持っていない。また、宇宙から空中、重力下での活動も可能なほど汎用性にも秀でている。
アルティメットガンダム追跡・確保任務の際に、ウルベのファントマに部隊単位で追随して参加し、地球の森林地帯でデビルガンダムに攻撃するが、まともなダメージを与えられずに、ファントマと共に全機撃破された。

### ガン・マグナ
ときた洸一版Gガンダムの再編集版『Re:master Edition』の第1話プロローグに登場したウルベ専用MS。ブッシのようなビームキャノンを持っているが、顔はガンダム顔になっている。また、パイロットの宇留部はファントマと同じものを着ているためおそらく原典におけるファントマの代わりと思われる。

### ペスカトーレ
ネオメキシコ軍所属の水陸両用MS。その機体名は、イタリア語で漁師を意味する。頭部が無く、モノアイを装備した楕円形のボディに両足と旧世代のMSを思わせるクロー状のマニピュレーターを備えた両腕といったシルエット、海水による腐食への耐性が強いゾグニウム合金スーパーセラミック複合材製の耐水圧外殻などの要素から、水中で非常に高い機動性を発揮する。
ネオメキシコ政府の意に従わないガンダムファイター、チコ・ロドリゲスの追跡のために用いられたが、チボデー・クロケットが駆るガンダムマックスターのギガンティックマグナムの射撃で簡単に撃破された。

### マーフィー
ネオアメリカ所属の対人暴徒鎮圧用可変MS。ヘリ形態からMS形態に変形する機能を有する。機動力に優れるが、その目的から航続距離と武装に難がある。
ネオアメリカの国防総省が独断でドモン抹殺に使用し、彼を一時窮地に陥れたが、チボデーとその加勢を得たドモンによって破壊された。

## 艦船
ガンダムファイトが制定から50数年後のF.C.60年代の世界を描いた本シリーズでは、比較的小型の宇宙警備艇が一定数登場し、宇宙海賊などの犯罪組織を取り締まっている。大型艦は、大火力を披露する機会が激減しているものの、有事に備えて配備されている。

### 宇宙海賊船
アルゴ・ガルスキーが率いていた宇宙海賊の宇宙船艇。衝角として機能する船首とドクロマークが特徴で、火力や速力は宇宙警備艇とほぼ同程度の様子であり、宇宙海賊らは本船で非合法的な略奪行為を働いていた。

### 宇宙警備艇
連合警察が運用する警備艇で、主武装は数門の単数砲。多数の機体が警備任務に就いて、宇宙のパトロールや犯罪組織の取り締まりを行なっている。

### ウルベ艦隊旗艦
ネオジャパンの戦艦。ウルベが指揮する戦艦で、艦名や艦級は不明。大気圏内外を問わず運用可能で、艦体各所に無数の火器を備えている。ネオホンコンに出動し、デビルガンダムの残骸を回収したが、コロニーデビルガンダムに取り込まれた。

### ウルベ艦隊護衛艦
ネオジャパン機動艦隊所属の戦艦。本艦も大気圏内外を問わず運用可能で、無数の火器を備えている。ウルベ旗艦に従いネオホンコンでデビルガンダムの残骸を回収。その後、コロニーデビルガンダムに取り込まれ、その一部になっている。

### ゴージャスター
チボデーのサポート用ビークルとして用意されたネオアメリカのトリマラン式水上船舶型運用母船。反重力システムを併用したと思しき飛行機能や、船内のチボデー専用プライベートルームとトレーニングルーム、娯楽室、プールなどの豪華設備各種が整えられており、チボデーやチボデー・ギャルズはオフの日に本船のプールで寛ぐことが多かった。

### ゴルビー
ネオロシアの大型輸送機。艦の責任者はナスターシャ・ザビコフ。非武装であるが、MFを2機分搭載して整備・修理・補給可能なコンテナを内装し、高速/低速域共に安定した飛行性能と、多数のバックアップクルーの搭乗・生活可能な設備まで有している。MFの搬入・発進は機体上部のハッチを展開して行う。第13回ガンダムファイトではボルトガンダムのサポート機として運用される。

### ゴルビーII
ゴルビーに次ぐネオロシアの大型輸送機。大気圏内外での飛行、大気圏離脱まで可能な万能母船で、かつては囚人護送に用いられていた。設置されたビーム砲を用いて戦闘艦としても機能する。
コロニーデビルガンダムとの決戦時は、ガンダム連合の指揮艦となり、ナスターシャの指揮の下、新シャッフル同盟の大気圏離脱や攻撃支援などを担って戦い抜いた。この際、クルーはかつてのアルゴ・ガルスキーの海賊仲間と新シャッフル同盟のサポートクルー、そしてカラト委員長が担当した。

### ダモクレス
ネオフランス国家元首専用の飛行船。三色旗の色に染め抜かれた3機の気嚢で構成される特徴的な形状をしており、コクピットと居住ブロックを兼ねたスペースが中央にぶら下がる形で設置されている。
マリアルイゼが各国訪問に利用するほか、ガンダムファイト観戦やガンダムファイターの移動にも使用された。

### ネオジャパン宇宙戦艦
ネオジャパンが誇る宇宙艦隊を構成する中核の旗艦と無数の護衛艦。涙滴形の旗艦の全長は250mで、両舷の旋回式主砲と艦体各部の大小ビーム砲を配している。護衛艦は全長130mであるが、艦体の形状と砲撃戦を得意する点では旗艦と同様で、速力と機動性にも優れている。
当戦艦で構成される宇宙艦隊も、ウルベ艦隊と共にネオホンコンでのデビルガンダム回収に出動した。

### ネオジャパン輸送船
ネオジャパンのガンダムファイト関係者がホンコンへ移動する際使用した輸送船。機能が前部に集中した、独特の形状をしている。

### ホセフィーナ
ネオデンマークの宇宙母艦。クジラのような外観が特徴。劇中ではデビルガンダムを撃破すべくハンス・ホルガーのマーメイドガンダムと共に登場し、大量のMS（もしくはMF）を搭載・発艦した。

## 航空機
ガンダムファイト制定後の軍用機には、戦闘・攻撃用があまり見られなくなり、搭載された重力制御機関による反重力で浮遊・飛行する垂直離着陸機が一般化している。その一方で、回転翼機などの従来の機種も存在している。

### 救護機
第13回ガンダムファイト決勝大会で、大会スタッフの救護班に使用されたガンダムファイター救護用の航空機で、推進・浮遊用に反重力推進機関を搭載している。スキッドが4基のタイプと、2基のタイプの2種類が存在し、前者はアレンビー・ビアズリーとアンドリュー・グラハムの搬送時に、後者はシュバルツ・ブルーダーの救護にそれぞれ登場した。

### 反重力エア・プレーン
軍民双方で使用されている小型で並列複座式の反重力リフティングボディ機。ネオジャパンやネオホンコンのほか、報道機関も使用している。

### ヘリコプター
ネオホンコンの輸送ヘリ。4基のローターを備えた大型機と、タンデム・ローターを備えた中型機の2種があり、デビルガンダムの懸架空輸に使用された。

### 無人偵察機
ネオロシアの軍用無人偵察機。内蔵された重力制御機関の働きで、反重力飛行が可能。ギアナ高地で、デビルガンダム軍団の情報入手のために飛行した。

## 地上車両
航空機と同様に、重力制御機関が搭載されたものが一般化しており、それらは地上の極低空をホバー走行し、浮遊高度を上げることで不整地も走破可能である。乗用車から貨物用トラック、貴賓用やパトカーまでさまざまな車種がこのタイプであるが、戦車などの巨体を誇る車両では例外的に従来のキャタピラが用いられている。

### コア・ランダー
MFのバックパックとコクピットで構成される反重力車輌。

### ドラゴンメカ
ネオチャイナの黒龍団が用いる龍型のひとり乗りエア・バイク。龍の頭部を模した機体を先頭に、胴部となる機体数台を連結させることで巨龍型マシンとなる。巨龍型となった際には龍と同等の挙動で動き、胴部となる機体を無数に連結させてさらに長大な機体にすることも可能。
このマシンを運用して黒龍団は、ネオチャイナの山岳地帯でさまざまな略奪行為を繰り返していた。

## その他

### ブッド・キャリアー
ネオジャパンのMF輸送カプセル。蓮の花の蕾を模した形状で、搭載できるMFは1機のみだが、本体下部の大出力スラスターによる大気圏突入と離脱、潜水などサブフライトシステム的な運用が可能であり、移動拠点としても充分に機能する。そしてMFの運搬装置としては、花弁を模した外部装甲を展開することで、搭載されているMFが姿を現す。
第13回ガンダムファイトの開始時に、ネオイタリアのドモンの元に降下されて以降、サバイバルイレブンの時期にシャイニングガンダムの輸送手段及びドモンとレイン・ミカムラの仮の宿として使われた。ドモンが受けた深層心理テストの最終段階の際には、彼の援護のためにレインが起動させてシャイニングガンダムとファントマの間に割り込み、ドモンに反撃の隙を与えた。
また、ギアナ高地のドモンのもとにゴッドガンダムを輸送する際にも使用され、ドモンがデビルガンダムに取り込まれたレインを救いに向かう際にはゴッドガンダムに搭乗した状態で本機を駆って大気圏離脱を試みようとしたが、妨害に現れたウォン・ユンファが操縦するウォルターガンダムの攻撃で破壊された。

### 自由の女神砲
ネオアメリカ・コロニーのマンハッタン戦闘エリアに建てられた自由の女神像が掲げる松明に内蔵されている高出力ビーム砲。ネオアメリカ最強の兵器だと語られ、デビルガンダムコロニーに向けて高出力ビームを照射したが、デビルガンダムコロニーのバリアを破ることができずに、後ろのネオアメリカコロニーごと撃墜されてしまった。